# Місцеві вибори в Івано-Франківській області 2020
Місцеві вибори в Івано-Франківську 2020 — чергові вибори івано-франківського міського голови та вибори депутатів Івано-Франківська міськради, що пройшли 25 жовтня 2020 року.

## Учасники
У виборах брали участь такі партії:
- ВО Свобода
- Європейська солідарність
- ВО Батьківщина
- Платформа громад
- За майбутнє
- Українська Галицька партія
- Слуга народу
- Удар
- Голос

## Вибори до обласної ради
Результати
| Місце | Партія                   | % голосів | Кількість голосів | Усього місць |
| ----- | ------------------------ | --------- | ----------------- | ------------ |
| 1     | ВО «Свобода»             | 19,37 %   | 76 636            | 18 / 84      |
| 2     | Європейська Солідарність | 17,25 %   | 68 227            | 17 / 84      |
| 3     | За Майбутнє              | 16,27 %   | 64 344            | 16 / 84      |
| 5     | ВО «Батьківщина»         | 14,85 %   | 58 748            | 14 / 84      |
| 6     | ВО «Платформа Громад»    | 10,36 %   | 40 970            | 10 / 84      |
| 7     | Слуга народу             | 8,99%     | 35 576            | 9 / 84       |

## Вибори мера

### Івано-Франківськ
Мером міста було переобрано чинного мера Руслана Марцінківа.
| Кандидат                                         | %       | Голосів |
| ------------------------------------------------ | ------- | ------- |
| 1. Руслан Марцінків (ВО «Свобода»)               | 84,78 % | 67 050  |
| 2. Петро Шкутяк («ЄС»)                           | 7,05 %  | 5 576   |
| 3. Наталія Сербин («Українська Галицька Партія») | 3,56 %  | 2 817   |
| 4. Олександр Богачов («Слуга народу»)            | 2,25 %  | 1 786   |
| 5. Василь Стефанишин («Платформа Громад»)        | 0,98 %  | 778     |

### Калуш
| Кандидат                       | %       | Голосів |
| ------------------------------ | ------- | ------- |
| 1. Андрій Найда (ВО «Свобода») | 45,07 % | 11 155  |
| 2. Ігор Насалик                | 36,06 % | 8 924   |
| 3. Олег Нижник («УДАР»)        | 5,05 %  | 1 250   |

### Коломия
| Кандидат                      | %       | Голосів |
| ----------------------------- | ------- | ------- |
| 1. Богдан Станіславський      | 38,03 % | 7 395   |
| 2. Ігор Слюзар                | 26,23 % | 5 101   |
| 3. Володимир Федоришин («ЄС») | 10,85 % | 2 111   |